# Partido Comunista de Nepal (Centro Maoísta)

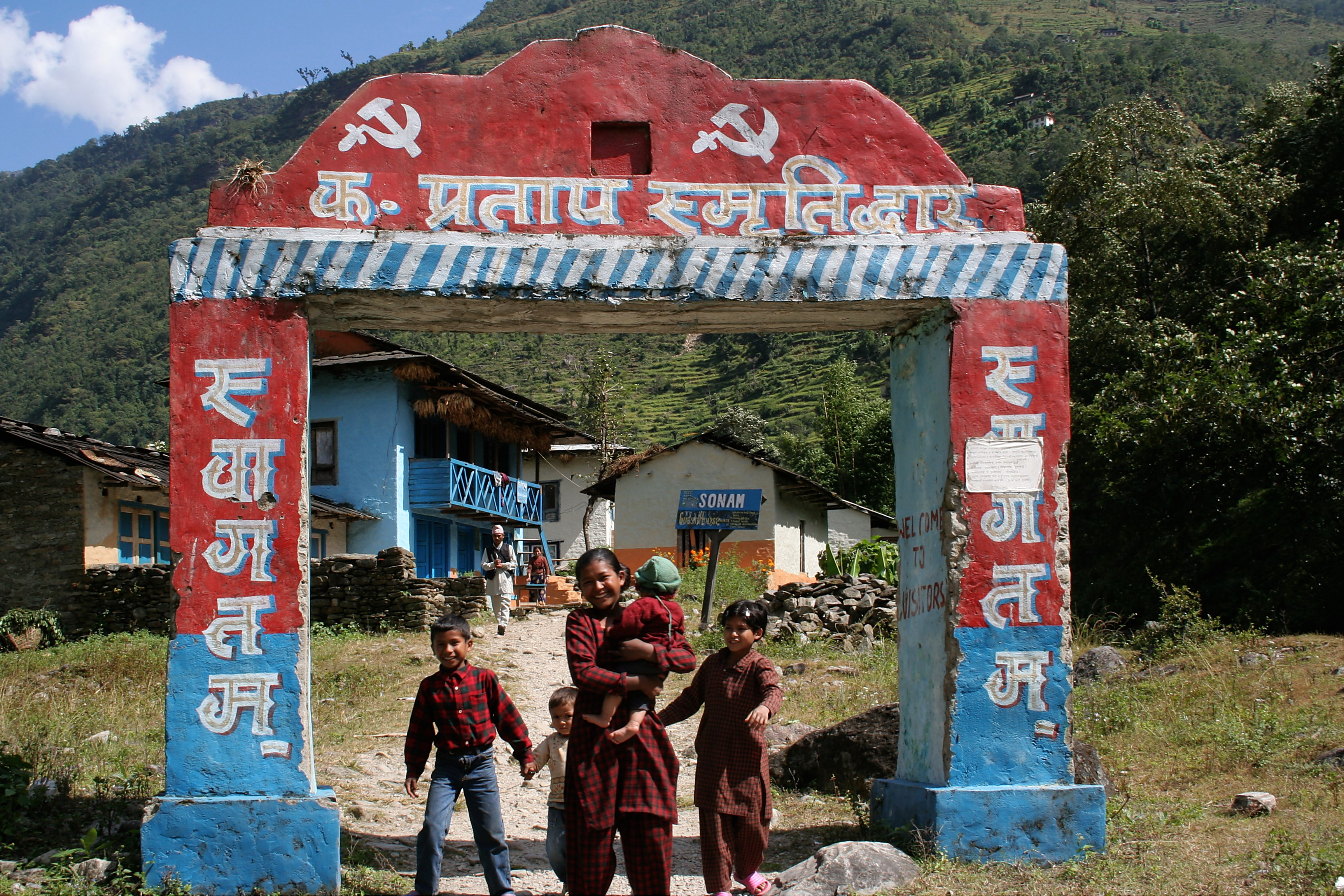
Portón de entrada a una aldea tomada por el PCN(m) durante la Guerra Civil Nepalesa.

El Partido Comunista Unificado de Nepal (Maoísta) (en nepalí:एकीकृत नेपाल कम्युनिष्ट पार्टी (माओवादी)) es un partido político maoísta de Nepal, fundado en 1994 y liderado por Pushpa Kamal Dahal (más conocido como Prachanda). Fue formado tras una escisión del Partido Comunista de Nepal (Centro de Unidad), cuya denominación empleó hasta 1996. Se involucró en la lucha armada ese año, la cual continuó hasta los acuerdos de paz de 2006. 
Su principal meta fue derrocar a la monarquía y reemplazar el sistema de gobierno por un gobierno republicano de tendencia socialista, al que denominan Nueva Democracia, modelo inspirado por las últimas obras de Mao Zedong, en las que se decanta por un Estado socialista en el que pervivan elementos de economía capitalista, como paso intermedio al socialismo.
El partido formaba parte del Movimiento Revolucionario Internacionalista y del Comité de Coordinación de los Partidos y Organizaciones Maoístas del Sur de Asia, también están inspirados por el movimiento guerrillero de extrema izquierda de Perú Sendero Luminoso que se refiere a su línea ideológica como "Marxismo-Leninismo-Maoísmo-Pensamiento Gonzalo" y de partidos comunistas radicales en diferentes partes del mundo.
Anteriormente fue conocido como Partido Comunista de Nepal (Maoísta), hasta que fue formalmente unificado con el Partido Comunista de Nepal (Unidad Centro-Masal) en enero de 2009.

## Guerra civil contra la monarquía
Durante la guerra contra el Ejército monárquico el PCN(m) llegó a dominar el 80% del territorio de Nepal, estableciendo gobiernos locales y regionales en varios distritos. Tras un año de pequeñas escaramuzas, lograron asentarse en la parte central del país junto a las tierras bajas del Himalaya (al este y oeste de Katmandú, la capital del país). Los guerrilleros crearon organizaciones nacionales de apoyo entre las minorías de Magar, Gurung, Tamang, Newar, Tharu, Rai, Limbu y Madhise, así como de los propios nepalíes, formando un amplio frente llamado Samyukta Jana Morcha (SJM) o Frente Popular Unido (Maoísta), cuyo presidente fue Baburam Bhattarai (primer ministro de Nepal entre 2011 y 2013). Quienes apoyaban a los maoístas argumentaban que liberaron a la población del tiránico sistema de castas, dando igualdad de derechos a las mujeres, y que se enfrentaban a una monarquía opresora y autoritaria.
Siguieron la estrategia maoísta de la guerra popular prolongada, según la cual hay que tomar un control gradual del campo hasta rodear las ciudades, sólo luchando con las fuerzas gubernamentales cuando ellos superan en número significativamente al enemigo.
En 2001 el Ejército nepalí comenzó una campaña militar contra los rebeldes maoístas, especialmente en las áreas occidentales del país, con intermitentes alto el fuego. El Departamento de Estado de EE. UU. incluyó al PCN(m) en su lista de organizaciones terroristas, y envió más de 20 millones de dólares en ayuda al Gobierno de Nepal para combatirlos. 
Durante la guerra contra el Ejército, el PCN(m) llegó a dominar el 80% del territorio de Nepal en las zonas rurales, estableciendo gobiernos locales y regionales en varios distritos. La guerrilla comunista llegó a contar con más de 30 000 combatientes, de los cuales cerca del 40% eran mujeres. Los guerrilleros crearon organizaciones nacionales de apoyo, formando un amplio frente llamado Samyukta Jana Morcha (SJM) o Frente Popular Unido. Quienes apoyaban a los maoístas argumentaban que liberaron a la población del tiránico sistema de castas, dando igualdad de derechos a las mujeres, y que se enfrentaban a una monarquía opresora y autoritaria.
Cuando en 2005 el rey Gyanendra reinstauró la monarquía absoluta, el PCN(m) convocó una huelga general indefinida en abril de 2006 junto a otros 7 partidos opositores, lo cual llevó al monarca a anunciar que restituía el Parlamento de Nepal. Aunque los otros partidos finalizaron las movilizaciones y nombraron a un candidato a primer ministro, el PCN(M) rechazó la decisión del rey por boca del propio Prachanda, por considerarla una conspiración para permitir que continuara en el poder. Asimismo, Pushpa Kamal Dahal acusó a la alianza opositora de incumplir el acuerdo que firmaron en 12 puntos y de haber traicionado las aspiraciones del pueblo nepalí. Además, anunció que continuarían bloqueando Katmandú hasta que se cumplieran sus demandas, pero el 26 de abril levantaron el bloqueo de las carreteras con la exigencia de que los partidos políticos iniciaran la creación de una Asamblea Constituyente en su siguiente reunión.
En mayo del mismo año fueron retiradas los cargos de terrorismo contra los miembros del PCN(M) y se cursó a la Interpol la petición de anulación de las órdenes de arresto internacional contra los miembros del Partido.
En diciembre de 2007 el Parlamento nepalí acordó abolir la monarquía por amplia mayoría y decidió iniciar una reforma de la Constitución, así como la integración de los guerrilleros maoístas en el Ejército nacional.
Este conflicto se saldó con más de 12.700 personas. Según el Informal Sector Service Centre, las fuerzas gubernamentales son responsables de 85% de las muertes civiles.

## Llegada de la República
El 10 de abril de 2008 se celebraron elecciones para designar a los representantes que integrarían la Asamblea Constituyente de Nepal, obteniendo el PCN(m) el 30,52% de los votos y convirtiéndose en la mayor fuerza en la Asamblea, con 229 representantes.
El 28 de mayo de 2008 fue proclamada por la Asamblea Constituyente la República Federal Democrática de Nepal, de esta manera terminaron y abolieron la monarquía que gobernaba el país desde hacía 240 años. El último monarca nepalí, el rey Gyanendra, fue depuesto después de una larga lucha por parte de la guerrilla, el pueblo nepalí y distintos partidos de oposición, siendo el PCN(m) la mayor fuerza impulsora del proceso.
El 18 de agosto Pushpa Kamal Dahal fue designado como primer ministro de Nepal, ocupando el puesto hasta mayo de 2009. Durante su gobierno el Partido pasó a su última denominación: Partido Comunista Unificado de Nepal (maoísta).
El 29 de agosto de 2011 Baburam Bhattarai, vicepresidente del PCUN(m), fue designado como primer ministro de Nepal, siendo el segundo miembro de este Partido en ocupar tal cargo, ostentándolo hasta marzo de 2013. Para entonces el PCUN(m) seguía siendo la mayor fuerza en la Asamblea Constituyente nepalí contando con 239 representantes.
En 2016 Pushpa Kamal Dahal fue nombrado de nuevo como primer ministro de Nepal.
El partido se disolvió el 17 de mayo de 2018, después de fusionarse con el Partido Comunista de Nepal (Marxista-Leninista Unificado) para crear el Partido Comunista de Nepal. Sin embargo, el 7 de marzo de 2021, el Tribunal Supremo de Nepal declaró que la asignación del nombre Partido Comunista de Nepal tras la fusión del Partido Comunista de Nepal (Marxista-Leninista Unificado) y el Partido Comunista de Nepal (Centro Maoísta) y, por extensión, la fusión en sí, fue nulo, ya que el nombre ya estaba asignado a un partido liderado por Rishiram Kattel, y que el Partido Comunista de Nepal quedó "destituido". Tras el fallo, los dos partidos predecesores revivieron en su estado original inmediatamente antes de la fusión, lo que significa que el Partido Comunista de Nepal se disolvió, y por tanto, el Partido Comunista de Nepal (Marxista-Leninista Unificado) y el Partido Comunista de Nepal (Centro Maoísta) se refundaron como partidos independientes.

## Ideología
La ideología rectora del partido es el Marxismo-Leninismo-Maoísmo-Camino Prachanda, que es una adaptación del Marxismo-Leninismo-Maoísmo a las circunstancias específicas de Nepal, y que tomó el nombre de su creador, desarrollador e impulsor Pushpa Kamal Dahal "Prachanda", que además es fundador y secretario general del partido mismo.